# Perry County (Missouri)
Das Perry County ist ein County im US-amerikanischen Bundesstaat Missouri. Im Jahr 2020 hatte das County 18.956 Einwohner und eine Bevölkerungsdichte von 15,4 Einwohnern pro Quadratkilometer. Der Verwaltungssitz (County Seat) ist Perryville.

## Geografie
Das County liegt im Südosten von Missouri und grenzt im Osten an Illinois, von dem es durch den Mississippi River getrennt ist. Es hat eine Fläche von 1254 Quadratkilometern, wovon 25 Quadratkilometer Wasserfläche sind. An das Perry County grenzen folgende Nachbarcountys:
| Ste. Genevieve County | Randolph County (Illinois)              | Jackson County (Illinois) |
| St. Francois County   |                                         | Union County (Illinois)   |
| Madison County        | Bollinger County, Cape Girardeau County |                           |

## Geschichte

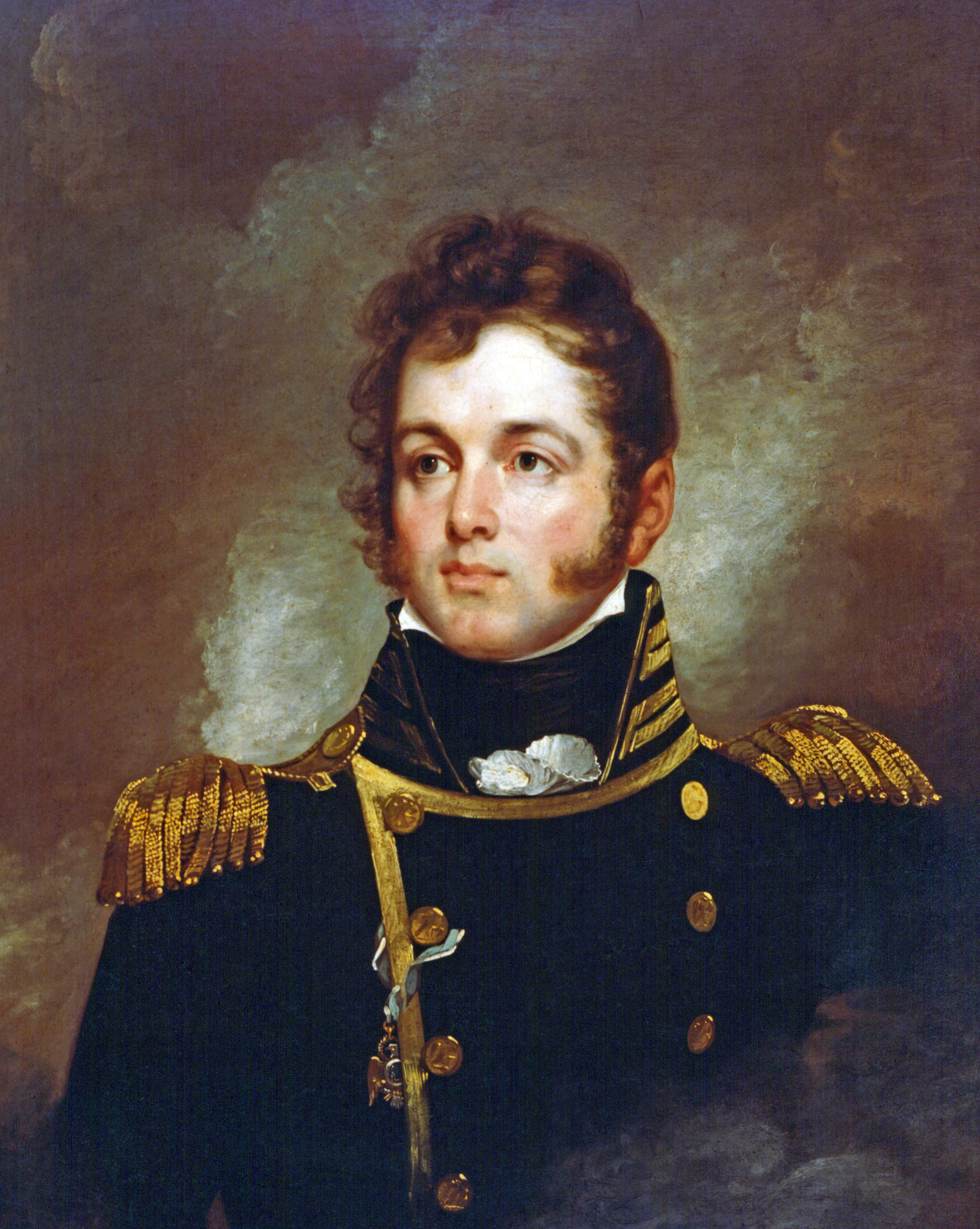
Perry

Das Perry County wurde am 1. Januar 1820 aus Teilen des Ste. Genevieve County gebildet. Benannt wurde es, ebenso wie die Bezirkshauptstadt Perryville, nach dem Marine-Offizier Oliver Hazard Perry (1785–1819), einem Helden des Krieges von 1812.

## Demografische Daten
Nach der Volkszählung im Jahr 2010 lebten im Perry County 18.971 Menschen in 7.417 Haushalten. Die Bevölkerungsdichte betrug 15,4 Einwohner pro Quadratkilometer. In den 7.417 Haushalten lebten statistisch je 2,50 Personen.
Ethnisch betrachtet setzte sich die Bevölkerung zusammen aus 97,2 Prozent Weißen, 0,4 Prozent Afroamerikanern, 0,3 Prozent amerikanischen Ureinwohnern, 0,4 Prozent Asiaten sowie aus anderen ethnischen Gruppen; 0,9 Prozent stammten von zwei oder mehr Ethnien ab. Unabhängig von der ethnischen Zugehörigkeit waren 1,7 Prozent der Bevölkerung spanischer oder lateinamerikanischer Abstammung.
25,1 Prozent der Bevölkerung waren unter 18 Jahre alt, 59,3 Prozent waren zwischen 18 und 64 und 15,6 Prozent waren 65 Jahre oder älter. 50,1 Prozent der Bevölkerung war weiblich.
Das jährliche Durchschnittseinkommen eines Haushalts lag bei 40.014 USD. Das Prokopfeinkommen betrug 21.767 USD. 11,5 Prozent der Einwohner lebten unterhalb der Armutsgrenze.

## Ortschaften im Perry County
| Citys - Altenburg - Frohna - Perryville | Villages - Biehle - Lithium - Longtown |

Unincorporated Communities
| - Apple Creek - Belgique - Brazeau - Brewer - Claryville - Crosstown | - Farrar - Friedenberg - Giboney - Highland - McBride - Menfro | - Millheim - Parker Lake - Point Rest - Saline Junction - Sereno - Seventysix | - Silver Lake - Starland - Uniontown - Wittenberg - Yount |

## Gliederung
Das Perry County ist in 8 Townships eingeteilt:
| Township               | Einwohner (2010) | FIPS     |
| ---------------------- | ---------------- | -------- |
| Bois Brule Township    | 540              | 29-06886 |
| Brazeau Township       | 1100             | 29-08092 |
| Central Township       | 10.875           | 29-12826 |
| Cinque Hommes Township | 1403             | 29-13870 |
| St. Marys Township     | 1708             | 29-65036 |
| Salem Township         | 673              | 29-65288 |
| Saline Township        | 1610             | 29-65360 |
| Union Township         | 1062             | 29-74842 |